# 天皇小論
『天皇小論』（てんのうしょうろん）は、坂口安吾による戦後日本の天皇制の在り方を論じた随筆である。

## 発表経過
1946年（昭和21年）6月1日、文学時標社『文学時標』（第九号）に掲載された。